# Massive Chalice
Massive Chalice ist ein rundenbasiertes Strategiespiel von Brad Muir und Double Fine Productions, das über die Internetplattform Kickstarter per Crowdfunding finanziert wurde.

## Handlung
In Massive Chalice übernimmt der Spieler die Rolle eines unsterblichen Herrschers, der sein Königreich vor der Invasion einer bösen Macht namens Cadence verteidigt, deren Berührung für die meisten Menschen tödlich ist und die magische Verderbnis hinterlässt. Sie werden von dem namensgebenden Massiven Kelch unterstützt, einem magischen Artefakt, dessen zwei Persönlichkeiten den Spieler beraten. Der Kelch kann die Cadence verbannen, braucht aber 300 Jahre, um die magische Energie dafür aufzubauen.
Das Spiel wechselt zwischen zwei Modi: Strategy, bei dem der Spieler langfristige Entscheidungen trifft und die Jahre vergehen, und Tactical, bei dem der Spieler Heldenteams in rundenbasierten Kämpfen gegen Cadence-Truppen befehligt. Im Strategiemodus entscheidet der Spieler, für welche Aufgaben der Kelch seine kleine Menge an Energie verbraucht, während er sich auch mit Problemen befasst, die in der Bevölkerung des Königreichs auftreten. Während der Spieler auf den Abschluss langfristiger Projekte wartet, greift die Cadence regelmäßig an. Normalerweise greifen sie mehrere Teile des Königreichs gleichzeitig an, aber da der Kelch nur ein Team von Helden gleichzeitig an einen Ort schicken kann, muss der Spieler entscheiden, welche Schlacht er ausfechten soll, um zu verhindern, dass die Cadence-Korruption das Land zerstört.
Da der Charakter des Spielers an den Kelch gebunden ist und den Palast nicht verlassen kann, muss er andere Helden entsenden, um die Cadence zu bekämpfen. Obwohl diese Helden auch auf den Kelch abgestimmt sind, um den Kontakt mit der Cadence zu überleben, sind sie nicht unsterblich, und so besteht ein entscheidender Teil des Strategiemodus darin, Blutlinien zu etablieren, um zukünftige Generationen von Helden zu züchten, um den Erfolg über drei Jahrhunderte zu gewährleisten. Der Spieler kann einen Helden zurückziehen, um Regent eines Adelshauses zu werden, und eine Heirat mit einem Helden aus einem anderen Haus arrangieren. Neue Helden erben einige genetische Merkmale von ihren Eltern sowie ihre Persönlichkeit. Ein Haus kann von jeder Kombination männlicher und weiblicher Helden gegründet werden, und während gleichgeschlechtliche Paare keine eigenen Kinder haben können, kann der Kelch anderswo im Königreich Babys finden, die darauf abgestimmt sind, um von einem Adelshaus adoptiert zu werden. Solche Kinder haben ihre eigenen Gene, können aber dennoch Persönlichkeitsmerkmale von ihren Adoptiveltern oder während der Ausbildung erben.
Helden gehören anfangs zu einer von drei Klassen: Caberjacks, Nahkampfkrieger, die Rammbock wie "Cabers" führen; Jäger, die mit riesigen Armbrüsten aus der Ferne angreifen; und Alchemisten, die Werfer mit Klingen verwenden, um Flaschen mit Sprengstoff zu schleudern oder aus nächster Nähe anzugreifen. Kinder eines Adelshauses lernen die Klasse ihrer Regenteneltern, aber wenn der Partner des Regenten aus einer anderen Klasse stammt, trainieren sie in einer von zwei Varianten "Hybrid"-Klassen. Wenn Helden altern, ändern sich ihre Statistiken; zum Beispiel sind junge Helden schneller, aber nicht so stark oder schlau wie andere, während sehr alte Helden langsamer und schwächer, aber viel klüger sind. Helden können je nach ihren Erfahrungen im Kampf auch neue Persönlichkeitsmerkmale entwickeln. Wenn ein angesehener Held auf dem Schlachtfeld stirbt, kann seine persönliche Waffe zu einem Relikt werden, einem magischen Artefakt, das dann an jüngere Mitglieder seines Hauses weitergegeben wird.

## Produktionsnotizen
Im Mai 2013 wurde Massive Chalice nach Broken Age (früher bekannt als Double Fine Adventure) im Jahr 2012 zum Mittelpunkt der zweiten Kickstarter-Kampagne von Double Fine. Das Double-Fine-Team hatte beim ersten Kickstarter aus seinen Fehlern gelernt und sich entschieden, den Unterstützern nicht so viel exklusives Material zu zeigen, da dies eine Kluft zwischen Unterstützern und Nicht-Unterstützern sowie Pressevertretern erzeugte. Kickstarter-Unterstützer beeinflussten die Entwicklung des Spiels, als dem Spiel nach einer Reihe von Anfragen die Möglichkeit zur gleichgeschlechtlichen Ehe hinzugefügt wurde. Brad Muir erklärte, dass der Input der Unterstützer vor der Entwicklung einer der Vorteile von Kickstarter war, da über ein solches Feature möglicherweise erst nach der Fertigstellung des Spiels nachgedacht wurde, was die Implementierung erschwert hätte.
Die Beta-Version des Spiels wurde am 21. Oktober 2014 für Leute veröffentlicht, die das Spiel auf einem ausreichend hohen Niveau unterstützt haben, um einen Beta-Zugang zu erhalten. Es wurde am 11. November 2014 auf Steam Early Access veröffentlicht. Es wurde am 1. Juni 2015 für Microsoft Windows und Xbox One veröffentlicht.

## Rezeption
Eurogamer vergab das Prädikat empfehlenswert. Es seid das mechanisch beste Spiel von Double Fine. Der rundentaktische Teil sei auf das nötigste begrenzt. Es sei nie so ausgefeilt und fordernd wie XCOM dadurch aber auch deutlich zugänglicher für Einsteiger. Für Jörg Langer von GamersGlobal wiederhole sich die Spielmechanik im späteren Verlauf. Das Spiel fessele sei jedoch auch sehr zeitintensiv.